# Шен-Арно
Шен-Арно (фр. Chêne-Arnoult) насеље је и општина у источном делу централне Француске у региону Бургоња, у департману Јон која припада префектури Осер.
По подацима из 2011. године у општини је живело 121 становника, а густина насељености је износила 13,3 становника/km². Општина се простире на површини од 9,1 km². Налази се на средњој надморској висини од 172 метара (максималној 188 m, а минималној 126 m).

## Демографија
| 1962. | 1968. | 1975. | 1982. | 1990. | 1999. | 2011. |
| ----- | ----- | ----- | ----- | ----- | ----- | ----- |
| 143   | 154   | 115   | 114   | 125   | 127   | 121   |

График промене броја становника у току последњих година